# Turnul rândunicii
Turnul rândunicii (în poloneză Wieża Jaskółki) este al patrulea roman din seria Vrăjitorul (Vânătorul) de Andrzej Sapkowski. A apărut prima dată în 1997 la editura poloneză SuperNOWA.
Este o continuare a romanului Botezul focului și este urmat de Domnița lacului.

## Context
Amplasat într-o lume medievală pe o suprafață cunoscută sub numele de Continentul, seria se învârte în jurul „vrăjitorului”  Geralt din Rivia, vrăjitoarei Yennefer din Vengerberg și prințesei Ciri. „Vrăjitorii” sunt vânători de fiare care dezvoltă abilități supranaturale la o vârstă fragedă pentru a lupta cu fiarele și monștrii sălbatici.